# Nyodes viridirufa
Nyodes viridirufa là một loài bướm đêm trong họ Noctuidae.